# Trống đế

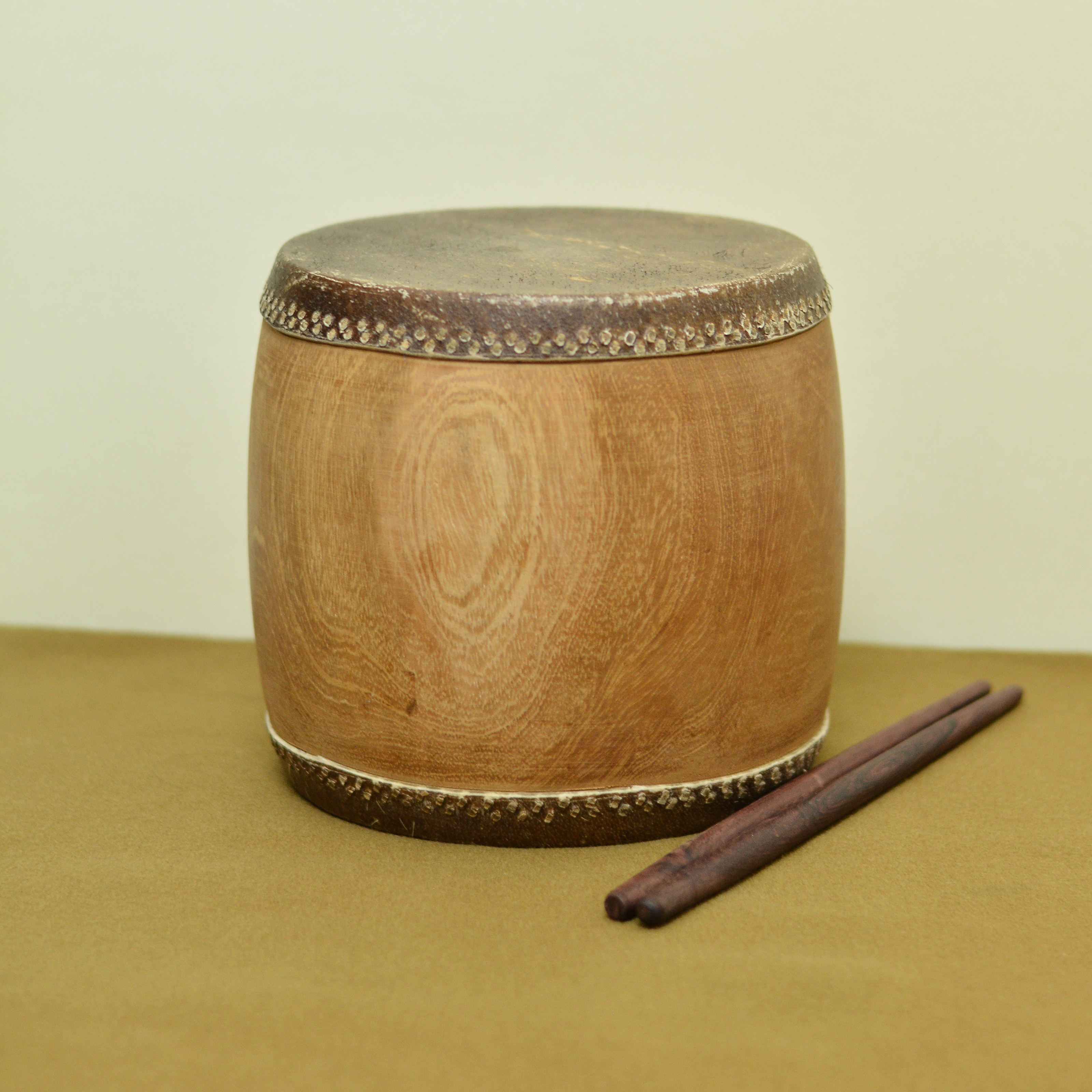
Trống đế.

Trống đế là nhạc cụ gõ, họ màng rung xuất hiện ở Việt Nam từ khá lâu đời. Trống đế giữ một vị trí quan trọng, không thể thiếu trong nhiều loại hình diễn xướng truyền thống Việt Nam như chèo và hát xoan.
Đúng như tên gọi, Trống đế làm nhiệm vụ đế có nghĩa là lót, là chỗ dựa, làm điểm xuyết cho diễn viên khi biểu diễn và ca hát. 

## Cấu tạo
Trống đế có hai mặt trống hình tròn, đường kính bằng nhau khoảng 15 cm. Mặt trống thường là da nách trâu, hoặc da bò nạo mỏng đủ sức chịu đựng độ cǎng mặt trống. Đường viền da bịt mặt trống trùm xuống thân trống khoảng 3 cm, được đóng bằng đinh tre. Tang trống cao khoảng 18 cm, bằng gỗ mít nguyên khúc (tang liền) hoặc ghép từ nhiều mảnh gỗ (tang ghép). Hai dùi trống dài khoảng 25 cm, bằng tre hoặc gỗ cứng. Phía đầu tay cầm to hơn phía đầu gõ vào mặt trống.

## Âm thanh
Âm thanh Trống Đế nghe vui, cao, lảnh lót, hơi đanh nhưng gọn tiếng. Người ta đánh vào nhiều vị trí khác nhau trên trống đã tạo ra được nhiều âm thanh khác nhau:
- Đánh vào giữa mặt trống, tiếng trống nghe vang, giòn.
- Đánh vào mặt trống nhưng giữ nguyên dùi, âm thanh sẽ khô, xỉn.
- Đánh vào tang trống nghe như tiếng phách.

Nhờ kết hợp tài tình các lối đánh ở mặt và tang trống, gây ra sự đối lập nhưng lại hài hòa về màu sắc, âm thanh.

## Kỹ thuật biểu diễn
- Ngón vê: Hai tay thay đổi nhau gõ thật nhanh và liên tục hai bên tang trống hoặc trên mặt trống.
- Ngón nóc: Hai tay thay đổi gõ nhanh vào tang trống, nhưng thường là nǎm tiếng, một tiếng sau cùng có độ ngân bằng bốn tiếng đầu.